# Critérium del Dauphiné 2021
La 73.ª edición de la competición ciclista Critérium del Dauphiné fue una carrera de ciclismo en ruta por etapas que se celebró entre el 30 de mayo y el 6 de junio de 2021 en Francia con inicio en la ciudad de Issoire y final en la ciudad de Les Gets sobre un recorrido de 1205,5 kilómetros.
La carrera formó parte del UCI WorldTour 2021, calendario ciclístico de máximo nivel mundial, siendo la decimonovena carrera de dicho circuito y fue ganada por el australiano Richie Porte del INEOS Grenadiers. Completaron el podio, como segundo y tercer clasificado, el kazajo Alexey Lutsenko del Astana-Premier Tech y el británico Geraint Thomas, compañero de equipo del vencedor.

## Equipos participantes
Tomaron parte en la carrera 21 equipos: 19 de categoría UCI WorldTeam y 2 de categoría UCI ProTeam. Formaron así un pelotón de 147 ciclistas de los que acabaron 118. Los equipos participantes fueron:
| WorldTeams (19)- AG2R Citroën Team - Astana-Premier Tech - Bahrain Victorious - Bora-Hansgrohe - Cofidis - Deceuninck-Quick Step - EF Education-Nippo - Groupama-FDJ - Ineos Grenadiers - Intermarché-Wanty-Gobert Matériaux - Israel Start-Up Nation - Jumbo-Visma - Lotto Soudal - Movistar Team - Team BikeExchange - Team DSM - Qhubeka Assos - Trek-Segafredo - UAE Team Emirates ProTeams (2)- Arkéa-Samsic - B&B Hotels p/b KTM |
| |

## Recorrido
El Critérium del Dauphiné dispuso de ocho etapas divido en cinco etapas de media montaña, dos etapas de alta montaña, y una contrarreloj individual para un recorrido total de 1205,5 kilómetros. El recorrido de 2021 se ha diseñado para que el pelotón vaya subiendo gradualmente la temperatura en un recorrido desde el Macizo Central hasta los Alpes. En la etapa inaugural, con salida y llegada en Issoire, los velocistas tendrán que esforzarse por mantenerse en la lucha hasta la meta. Dos días más tarde, en Saint-Haon-le-Vieux, la recta de meta de 800 metros se inclina hacia el cielo. Con 16,5 kilómetros, la contrarreloj de Firminy a Roche-la-Molière será lo suficientemente larga como para agitar las cosas pero, al mismo tiempo, lo suficientemente corta como para mantener la carrera muy abierta. Después de cuatro etapas disputadas el pelotón se dirigirá a las cumbres alpinas, donde los guerreros de la montaña acapararán el protagonismo de la etapa a Le Sappey-en-Chartreuse con el Col de Porte, luego al día siguiente la carrera descubrirá la estación de esquí de La Plagne en el valle alpino, tras una subida de 17 kilómetros con una pendiente media del 7,5% tras el paso por la alta montaña del Col du Pré y el Cormet de Roselend. El gran final de la última etapa ofrecerá una sucesión de subidas listas para ser utilizadas como plataforma de lanzamiento de una aventura épica: las carreteras de alta montaña pasarán por los puertos del Col des Aravis, el Col de la Colombière, y el Col de Joux-Plane situado en los Alpes franceses que culmina a 1691 m s. n. m., será el terreno perfecto para una fiesta de la escalada.
| Etapa     | Fecha     | Recorrido                                  | type                    | Distancia (km) | Desnivel (m) | Ganador            | Líder             |
| --------- | --------- | ------------------------------------------ | ----------------------- | -------------- | ------------ | ------------------ | ----------------- |
| 1.ª etapa | 30 de may | Issoire – Issoire                          | etapa escarpada         | 182,52         | 2308 m       | Brent Van Moer     | Brent Van Moer    |
| 2.ª etapa | 31 de may | Brioude – Saugues                          | etapa escarpada         | 173,28         | 3224 m       | Lukas Pöstlberger  | Lukas Pöstlberger |
| 3.ª etapa | 1 de jun  | Langeac – Saint-Haon-le-Vieux              | etapa escarpada         | 171,56         | 2095 m       | Sonny Colbrelli    | Lukas Pöstlberger |
| 4.ª etapa | 2 de jun  | Firminy – Roche-la-Molière                 | contrarreloj individual | 16,53          | 317 m        | Alexéi Lutsenko    | Lukas Pöstlberger |
| 5.ª etapa | 3 de jun  | Saint-Chamond – Saint-Vallier              | etapa escarpada         | 171,04         | 2209 m       | Geraint Thomas     | Lukas Pöstlberger |
| 6.ª etapa | 4 de jun  | Loriol-sur-Drôme – Le Sappey-en-Chartreuse | etapa de media montaña  | 167,26         | 2706 m       | Alejandro Valverde | Alexéi Lutsenko   |
| 7.ª etapa | 5 de jun  | Saint-Martin-le-Vinoux – La Plagne         | etapa de montaña        | 171,53         | 4163 m       | Mark Padun         | Richie Porte      |
| 8.ª etapa | 6 de jun  | La Léchère – Les Gets                      | etapa de montaña        | 147            | 4190 m       | Mark Padun         | Richie Porte      |

## Desarrollo de la carrera

### 1.ª etapa
| Issoire - Issoire | etapa escarpada | (182,52 km) |

| \| Clasificación de la etapa \| Clasificación de la etapa \| Clasificación de la etapa \| Clasificación de la etapa \| Clasificación de la etapa \| \| Ciclista \| Ciclista \| Equipo \| Tiempo \| \| \| ------------------------- \| ------------------------- \| ------------------------- \| ------------------------- \| ------------------------- \| \| 1.º \| Brent Van Moer \| Lotto-Soudal \| 4 h 13 min 00 s \| \| \| 2.º \| Sonny Colbrelli \| Bahrain Victorious \| + 25 s \| \| \| 3.º \| Clément Venturini \| AG2R Citroën Team \| + 25 s \| \| \| 4.º \| Jasper Stuyven \| Trek-Segafredo \| + 25 s \| \| \| 5.º \| Kaden Groves \| BikeExchange \| + 25 s \| \| \| 6.º \| Nils Politt \| Bora-Hansgrohe \| + 25 s \| \| \| 7.º \| Michał Kwiatkowski \| Ineos Grenadiers \| + 25 s \| \| \| 8.º \| Kasper Asgreen \| Deceuninck-Quick Step \| + 25 s \| \| \| 9.º \| Alex Aranburu \| Astana-Premier Tech \| + 25 s \| \| \| 10.º \| Alejandro Valverde \| Movistar Team \| + 25 s \| \| |                    |                       |                 |
| |                    |                       |                 |
| Fuente: ProCyclingStats |                    |                       |                 |
| Clasificación de la etapa |                    |                       |                 |
| Ciclista | Ciclista           | Equipo                | Tiempo          |
| 1.º | Brent Van Moer     | Lotto-Soudal          | 4 h 13 min 00 s |
| 2.º | Sonny Colbrelli    | Bahrain Victorious    | + 25 s          |
| 3.º | Clément Venturini  | AG2R Citroën Team     | + 25 s          |
| 4.º | Jasper Stuyven     | Trek-Segafredo        | + 25 s          |
| 5.º | Kaden Groves       | BikeExchange          | + 25 s          |
| 6.º | Nils Politt        | Bora-Hansgrohe        | + 25 s          |
| 7.º | Michał Kwiatkowski | Ineos Grenadiers      | + 25 s          |
| 8.º | Kasper Asgreen     | Deceuninck-Quick Step | + 25 s          |
| 9.º | Alex Aranburu      | Astana-Premier Tech   | + 25 s          |
| 10.º | Alejandro Valverde | Movistar Team         | + 25 s          |

| \| Clasificación general \| Clasificación general \| Clasificación general \| Clasificación general \| Clasificación general \| \| Ciclista \| Ciclista \| Equipo \| Tiempo \| \| \| --------------------- \| --------------------- \| --------------------- \| --------------------- \| --------------------- \| \| 1.º \| Brent Van Moer \| Lotto-Soudal \| 4 h 12 min 49 s \| \| \| 2.º \| Sonny Colbrelli \| Bahrain Victorious \| + 30 s \| \| \| 3.º \| Clément Venturini \| AG2R Citroën Team \| + 32 s \| \| \| 4.º \| Patrick Gamper \| Bora-Hansgrohe \| + 33 s \| \| \| 5.º \| Jasper Stuyven \| Trek-Segafredo \| + 36 s \| \| \| 6.º \| Kaden Groves \| BikeExchange \| + 36 s \| \| \| 7.º \| Nils Politt \| Bora-Hansgrohe \| + 36 s \| \| \| 8.º \| Michał Kwiatkowski \| Ineos Grenadiers \| + 36 s \| \| \| 9.º \| Kasper Asgreen \| Deceuninck-Quick Step \| + 36 s \| \| \| 10.º \| Alex Aranburu \| Astana-Premier Tech \| + 36 s \| \| |                    |                       |                 |
| |                    |                       |                 |
| Fuente: ProCyclingStats |                    |                       |                 |
| Clasificación general |                    |                       |                 |
| Ciclista | Ciclista           | Equipo                | Tiempo          |
| 1.º | Brent Van Moer     | Lotto-Soudal          | 4 h 12 min 49 s |
| 2.º | Sonny Colbrelli    | Bahrain Victorious    | + 30 s          |
| 3.º | Clément Venturini  | AG2R Citroën Team     | + 32 s          |
| 4.º | Patrick Gamper     | Bora-Hansgrohe        | + 33 s          |
| 5.º | Jasper Stuyven     | Trek-Segafredo        | + 36 s          |
| 6.º | Kaden Groves       | BikeExchange          | + 36 s          |
| 7.º | Nils Politt        | Bora-Hansgrohe        | + 36 s          |
| 8.º | Michał Kwiatkowski | Ineos Grenadiers      | + 36 s          |
| 9.º | Kasper Asgreen     | Deceuninck-Quick Step | + 36 s          |
| 10.º | Alex Aranburu      | Astana-Premier Tech   | + 36 s          |

### 2.ª etapa
| Brioude - Saugues | etapa escarpada | (173,28 km) |

| \| Clasificación de la etapa \| Clasificación de la etapa \| Clasificación de la etapa \| Clasificación de la etapa \| Clasificación de la etapa \| \| Ciclista \| Ciclista \| Equipo \| Tiempo \| \| \| ------------------------- \| ------------------------- \| ------------------------- \| ------------------------- \| ------------------------- \| \| 1.º \| Lukas Pöstlberger \| Bora-Hansgrohe \| 4 h 25 min 20 s \| \| \| 2.º \| Sonny Colbrelli \| Bahrain Victorious \| + 11 s \| \| \| 3.º \| Alejandro Valverde \| Movistar Team \| + 11 s \| \| \| 4.º \| Kasper Asgreen \| Deceuninck-Quick Step \| + 11 s \| \| \| 5.º \| Sven Erik Bystrøm \| UAE Team Emirates \| + 11 s \| \| \| 6.º \| Patrick Konrad \| Bora-Hansgrohe \| + 11 s \| \| \| 7.º \| Ilan Van Wilder \| Team DSM \| + 11 s \| \| \| 8.º \| Greg Van Avermaet \| AG2R Citroën Team \| + 11 s \| \| \| 9.º \| Alex Aranburu \| Astana-Premier Tech \| + 11 s \| \| \| 10.º \| David Gaudu \| Groupama-FDJ \| + 11 s \| \| |                    |                       |                 |
| |                    |                       |                 |
| Fuente: ProCyclingStats |                    |                       |                 |
| Clasificación de la etapa |                    |                       |                 |
| Ciclista | Ciclista           | Equipo                | Tiempo          |
| 1.º | Lukas Pöstlberger  | Bora-Hansgrohe        | 4 h 25 min 20 s |
| 2.º | Sonny Colbrelli    | Bahrain Victorious    | + 11 s          |
| 3.º | Alejandro Valverde | Movistar Team         | + 11 s          |
| 4.º | Kasper Asgreen     | Deceuninck-Quick Step | + 11 s          |
| 5.º | Sven Erik Bystrøm  | UAE Team Emirates     | + 11 s          |
| 6.º | Patrick Konrad     | Bora-Hansgrohe        | + 11 s          |
| 7.º | Ilan Van Wilder    | Team DSM              | + 11 s          |
| 8.º | Greg Van Avermaet  | AG2R Citroën Team     | + 11 s          |
| 9.º | Alex Aranburu      | Astana-Premier Tech   | + 11 s          |
| 10.º | David Gaudu        | Groupama-FDJ          | + 11 s          |

| \| Clasificación general \| Clasificación general \| Clasificación general \| Clasificación general \| Clasificación general \| \| Ciclista \| Ciclista \| Equipo \| Tiempo \| \| \| --------------------- \| --------------------- \| --------------------- \| --------------------- \| --------------------- \| \| 1.º \| Lukas Pöstlberger \| Bora-Hansgrohe \| 8 h 38 min 32 s \| \| \| 2.º \| Sonny Colbrelli \| Bahrain Victorious \| + 12 s \| \| \| 3.º \| Alejandro Valverde \| Movistar Team \| + 20 s \| \| \| 4.º \| Kasper Asgreen \| Deceuninck-Quick Step \| + 24 s \| \| \| 5.º \| Alex Aranburu \| Astana-Premier Tech \| + 24 s \| \| \| 6.º \| Patrick Konrad \| Bora-Hansgrohe \| + 24 s \| \| \| 7.º \| Michael Valgren \| EF Education-Nippo \| + 24 s \| \| \| 8.º \| Guillaume Martin \| Cofidis \| + 24 s \| \| \| 9.º \| Geraint Thomas \| Ineos Grenadiers \| + 24 s \| \| \| 10.º \| Ilan Van Wilder \| Team DSM \| + 24 s \| \| |                    |                       |                 |
| |                    |                       |                 |
| Fuente: ProCyclingStats |                    |                       |                 |
| Clasificación general |                    |                       |                 |
| Ciclista | Ciclista           | Equipo                | Tiempo          |
| 1.º | Lukas Pöstlberger  | Bora-Hansgrohe        | 8 h 38 min 32 s |
| 2.º | Sonny Colbrelli    | Bahrain Victorious    | + 12 s          |
| 3.º | Alejandro Valverde | Movistar Team         | + 20 s          |
| 4.º | Kasper Asgreen     | Deceuninck-Quick Step | + 24 s          |
| 5.º | Alex Aranburu      | Astana-Premier Tech   | + 24 s          |
| 6.º | Patrick Konrad     | Bora-Hansgrohe        | + 24 s          |
| 7.º | Michael Valgren    | EF Education-Nippo    | + 24 s          |
| 8.º | Guillaume Martin   | Cofidis               | + 24 s          |
| 9.º | Geraint Thomas     | Ineos Grenadiers      | + 24 s          |
| 10.º | Ilan Van Wilder    | Team DSM              | + 24 s          |

### 3.ª etapa
| Langeac - Saint-Haon-le-Vieux | etapa escarpada | (171,56 km) |

| \| Clasificación de la etapa \| Clasificación de la etapa \| Clasificación de la etapa \| Clasificación de la etapa \| Clasificación de la etapa \| \| Ciclista \| Ciclista \| Equipo \| Tiempo \| \| \| ------------------------- \| ------------------------- \| ------------------------- \| ------------------------- \| ------------------------- \| \| 1.º \| Sonny Colbrelli \| Bahrain Victorious \| 3 h 56 min 36 s \| \| \| 2.º \| Alex Aranburu \| Astana-Premier Tech \| + 0 s \| \| \| 3.º \| Brandon McNulty \| UAE Team Emirates \| + 0 s \| \| \| 4.º \| Jasper Stuyven \| Trek-Segafredo \| + 0 s \| \| \| 5.º \| Wilco Kelderman \| Bora-Hansgrohe \| + 0 s \| \| \| 6.º \| Clément Venturini \| AG2R Citroën Team \| + 0 s \| \| \| 7.º \| Carlos Barbero \| Qhubeka Assos \| + 0 s \| \| \| 8.º \| Clément Russo \| Arkéa-Samsic \| + 0 s \| \| \| 9.º \| Tim Wellens \| Lotto-Soudal \| + 0 s \| \| \| 10.º \| Kasper Asgreen \| Deceuninck-Quick Step \| + 0 s \| \| |                   |                       |                 |
| |                   |                       |                 |
| Fuente: ProCyclingStats |                   |                       |                 |
| Clasificación de la etapa |                   |                       |                 |
| Ciclista | Ciclista          | Equipo                | Tiempo          |
| 1.º | Sonny Colbrelli   | Bahrain Victorious    | 3 h 56 min 36 s |
| 2.º | Alex Aranburu     | Astana-Premier Tech   | + 0 s           |
| 3.º | Brandon McNulty   | UAE Team Emirates     | + 0 s           |
| 4.º | Jasper Stuyven    | Trek-Segafredo        | + 0 s           |
| 5.º | Wilco Kelderman   | Bora-Hansgrohe        | + 0 s           |
| 6.º | Clément Venturini | AG2R Citroën Team     | + 0 s           |
| 7.º | Carlos Barbero    | Qhubeka Assos         | + 0 s           |
| 8.º | Clément Russo     | Arkéa-Samsic          | + 0 s           |
| 9.º | Tim Wellens       | Lotto-Soudal          | + 0 s           |
| 10.º | Kasper Asgreen    | Deceuninck-Quick Step | + 0 s           |

| \| Clasificación general \| Clasificación general \| Clasificación general \| Clasificación general \| Clasificación general \| \| Ciclista \| Ciclista \| Equipo \| Tiempo \| \| \| --------------------- \| --------------------- \| --------------------- \| --------------------- \| --------------------- \| \| 1.º \| Lukas Pöstlberger \| Bora-Hansgrohe \| 12 h 35 min 08 s \| \| \| 2.º \| Sonny Colbrelli \| Bahrain Victorious \| + 2 s \| \| \| 3.º \| Alex Aranburu \| Astana-Premier Tech \| + 18 s \| \| \| 4.º \| Alejandro Valverde \| Movistar Team \| + 20 s \| \| \| 5.º \| Kasper Asgreen \| Deceuninck-Quick Step \| + 23 s \| \| \| 6.º \| Quentin Pacher \| B&B Hotels p/b KTM \| + 24 s \| \| \| 7.º \| Patrick Konrad \| Bora-Hansgrohe \| + 24 s \| \| \| 8.º \| Geraint Thomas \| Ineos Grenadiers \| + 24 s \| \| \| 9.º \| Ilan Van Wilder \| Team DSM \| + 24 s \| \| \| 10.º \| Steven Kruijswijk \| Jumbo-Visma \| + 24 s \| \| |                    |                       |                  |
| |                    |                       |                  |
| Fuente: ProCyclingStats |                    |                       |                  |
| Clasificación general |                    |                       |                  |
| Ciclista | Ciclista           | Equipo                | Tiempo           |
| 1.º | Lukas Pöstlberger  | Bora-Hansgrohe        | 12 h 35 min 08 s |
| 2.º | Sonny Colbrelli    | Bahrain Victorious    | + 2 s            |
| 3.º | Alex Aranburu      | Astana-Premier Tech   | + 18 s           |
| 4.º | Alejandro Valverde | Movistar Team         | + 20 s           |
| 5.º | Kasper Asgreen     | Deceuninck-Quick Step | + 23 s           |
| 6.º | Quentin Pacher     | B&B Hotels p/b KTM    | + 24 s           |
| 7.º | Patrick Konrad     | Bora-Hansgrohe        | + 24 s           |
| 8.º | Geraint Thomas     | Ineos Grenadiers      | + 24 s           |
| 9.º | Ilan Van Wilder    | Team DSM              | + 24 s           |
| 10.º | Steven Kruijswijk  | Jumbo-Visma           | + 24 s           |

### 4.ª etapa
| Firminy - Roche-la-Molière | contrarreloj individual | (16,53 km) |

| \| Clasificación de la etapa \| Clasificación de la etapa \| Clasificación de la etapa \| Clasificación de la etapa \| Clasificación de la etapa \| \| Ciclista \| Ciclista \| Equipo \| Tiempo \| \| \| ------------------------- \| ------------------------- \| ------------------------- \| ------------------------- \| ------------------------- \| \| 1.º \| Alexéi Lutsenko \| Astana-Premier Tech \| 21 min 36 s \| \| \| 2.º \| Ion Izagirre \| Astana-Premier Tech \| + 8 s \| \| \| 3.º \| Kasper Asgreen \| Deceuninck-Quick Step \| + 9 s \| \| \| 4.º \| Wilco Kelderman \| Bora-Hansgrohe \| + 12 s \| \| \| 5.º \| Ilan Van Wilder \| Team DSM \| + 13 s \| \| \| 6.º \| Richie Porte \| Ineos Grenadiers \| + 15 s \| \| \| 7.º \| Jonas Vingegaard \| Jumbo-Visma \| + 17 s \| \| \| 8.º \| Brandon McNulty \| UAE Team Emirates \| + 21 s \| \| \| 9.º \| Lukas Pöstlberger \| Bora-Hansgrohe \| + 23 s \| \| \| 10.º \| Geraint Thomas \| Ineos Grenadiers \| + 23 s \| \| |                   |                       |             |
| |                   |                       |             |
| Fuente: ProCyclingStats |                   |                       |             |
| Clasificación de la etapa |                   |                       |             |
| Ciclista | Ciclista          | Equipo                | Tiempo      |
| 1.º | Alexéi Lutsenko   | Astana-Premier Tech   | 21 min 36 s |
| 2.º | Ion Izagirre      | Astana-Premier Tech   | + 8 s       |
| 3.º | Kasper Asgreen    | Deceuninck-Quick Step | + 9 s       |
| 4.º | Wilco Kelderman   | Bora-Hansgrohe        | + 12 s      |
| 5.º | Ilan Van Wilder   | Team DSM              | + 13 s      |
| 6.º | Richie Porte      | Ineos Grenadiers      | + 15 s      |
| 7.º | Jonas Vingegaard  | Jumbo-Visma           | + 17 s      |
| 8.º | Brandon McNulty   | UAE Team Emirates     | + 21 s      |
| 9.º | Lukas Pöstlberger | Bora-Hansgrohe        | + 23 s      |
| 10.º | Geraint Thomas    | Ineos Grenadiers      | + 23 s      |

| \| Clasificación general \| Clasificación general \| Clasificación general \| Clasificación general \| Clasificación general \| \| Ciclista \| Ciclista \| Equipo \| Tiempo \| \| \| --------------------- \| --------------------- \| --------------------- \| --------------------- \| --------------------- \| \| 1.º \| Lukas Pöstlberger \| Bora-Hansgrohe \| 12 h 57 min 07 s \| \| \| 2.º \| Alexéi Lutsenko \| Astana-Premier Tech \| + 1 s \| \| \| 3.º \| Kasper Asgreen \| Deceuninck-Quick Step \| + 9 s \| \| \| 4.º \| Ion Izagirre \| Astana-Premier Tech \| + 9 s \| \| \| 5.º \| Wilco Kelderman \| Bora-Hansgrohe \| + 13 s \| \| \| 6.º \| Ilan Van Wilder \| Team DSM \| + 14 s \| \| \| 7.º \| Richie Porte \| Ineos Grenadiers \| + 16 s \| \| \| 8.º \| Geraint Thomas \| Ineos Grenadiers \| + 24 s \| \| \| 9.º \| Patrick Konrad \| Bora-Hansgrohe \| + 32 s \| \| \| 10.º \| Ben O'Connor \| AG2R Citroën Team \| + 34 s \| \| |                   |                       |                  |
| |                   |                       |                  |
| Fuente: ProCyclingStats |                   |                       |                  |
| Clasificación general |                   |                       |                  |
| Ciclista | Ciclista          | Equipo                | Tiempo           |
| 1.º | Lukas Pöstlberger | Bora-Hansgrohe        | 12 h 57 min 07 s |
| 2.º | Alexéi Lutsenko   | Astana-Premier Tech   | + 1 s            |
| 3.º | Kasper Asgreen    | Deceuninck-Quick Step | + 9 s            |
| 4.º | Ion Izagirre      | Astana-Premier Tech   | + 9 s            |
| 5.º | Wilco Kelderman   | Bora-Hansgrohe        | + 13 s           |
| 6.º | Ilan Van Wilder   | Team DSM              | + 14 s           |
| 7.º | Richie Porte      | Ineos Grenadiers      | + 16 s           |
| 8.º | Geraint Thomas    | Ineos Grenadiers      | + 24 s           |
| 9.º | Patrick Konrad    | Bora-Hansgrohe        | + 32 s           |
| 10.º | Ben O'Connor      | AG2R Citroën Team     | + 34 s           |

### 5.ª etapa
| Saint-Chamond - Saint-Vallier | etapa escarpada | (171,04 km) |

| \| Clasificación de la etapa \| Clasificación de la etapa \| Clasificación de la etapa \| Clasificación de la etapa \| Clasificación de la etapa \| \| Ciclista \| Ciclista \| Equipo \| Tiempo \| \| \| ------------------------- \| ------------------------- \| ------------------------- \| ------------------------- \| ------------------------- \| \| 1.º \| Geraint Thomas \| Ineos Grenadiers \| 4 h 02 min 15 s \| \| \| 2.º \| Sonny Colbrelli \| Bahrain Victorious \| + 0 s \| \| \| 3.º \| Alex Aranburu \| Astana-Premier Tech \| + 0 s \| \| \| 4.º \| Carlos Barbero \| Qhubeka Assos \| + 0 s \| \| \| 5.º \| Mads Würtz \| Israel Start-Up Nation \| + 0 s \| \| \| 6.º \| Michael Valgren \| EF Education-Nippo \| + 0 s \| \| \| 7.º \| Patrick Konrad \| Bora-Hansgrohe \| + 0 s \| \| \| 8.º \| Alejandro Valverde \| Movistar Team \| + 0 s \| \| \| 9.º \| Harry Sweeny \| Lotto-Soudal \| + 0 s \| \| \| 10.º \| Franck Bonnamour \| B&B Hotels p/b KTM \| + 0 s \| \| |                    |                        |                 |
| |                    |                        |                 |
| Fuente: ProCyclingStats |                    |                        |                 |
| Clasificación de la etapa |                    |                        |                 |
| Ciclista | Ciclista           | Equipo                 | Tiempo          |
| 1.º | Geraint Thomas     | Ineos Grenadiers       | 4 h 02 min 15 s |
| 2.º | Sonny Colbrelli    | Bahrain Victorious     | + 0 s           |
| 3.º | Alex Aranburu      | Astana-Premier Tech    | + 0 s           |
| 4.º | Carlos Barbero     | Qhubeka Assos          | + 0 s           |
| 5.º | Mads Würtz         | Israel Start-Up Nation | + 0 s           |
| 6.º | Michael Valgren    | EF Education-Nippo     | + 0 s           |
| 7.º | Patrick Konrad     | Bora-Hansgrohe         | + 0 s           |
| 8.º | Alejandro Valverde | Movistar Team          | + 0 s           |
| 9.º | Harry Sweeny       | Lotto-Soudal           | + 0 s           |
| 10.º | Franck Bonnamour   | B&B Hotels p/b KTM     | + 0 s           |

| \| Clasificación general \| Clasificación general \| Clasificación general \| Clasificación general \| Clasificación general \| \| Ciclista \| Ciclista \| Equipo \| Tiempo \| \| \| --------------------- \| --------------------- \| --------------------- \| --------------------- \| --------------------- \| \| 1.º \| Lukas Pöstlberger \| Bora-Hansgrohe \| 16 h 59 min 22 s \| \| \| 2.º \| Alexéi Lutsenko \| Astana-Premier Tech \| + 1 s \| \| \| 3.º \| Kasper Asgreen \| Deceuninck-Quick Step \| + 6 s \| \| \| 4.º \| Ion Izagirre \| Astana-Premier Tech \| + 9 s \| \| \| 5.º \| Wilco Kelderman \| Bora-Hansgrohe \| + 13 s \| \| \| 6.º \| Geraint Thomas \| Ineos Grenadiers \| + 14 s \| \| \| 7.º \| Ilan Van Wilder \| Team DSM \| + 14 s \| \| \| 8.º \| Richie Porte \| Ineos Grenadiers \| + 16 s \| \| \| 9.º \| Patrick Konrad \| Bora-Hansgrohe \| + 32 s \| \| \| 10.º \| Ben O'Connor \| AG2R Citroën Team \| + 34 s \| \| |                   |                       |                  |
| |                   |                       |                  |
| Fuente: ProCyclingStats |                   |                       |                  |
| Clasificación general |                   |                       |                  |
| Ciclista | Ciclista          | Equipo                | Tiempo           |
| 1.º | Lukas Pöstlberger | Bora-Hansgrohe        | 16 h 59 min 22 s |
| 2.º | Alexéi Lutsenko   | Astana-Premier Tech   | + 1 s            |
| 3.º | Kasper Asgreen    | Deceuninck-Quick Step | + 6 s            |
| 4.º | Ion Izagirre      | Astana-Premier Tech   | + 9 s            |
| 5.º | Wilco Kelderman   | Bora-Hansgrohe        | + 13 s           |
| 6.º | Geraint Thomas    | Ineos Grenadiers      | + 14 s           |
| 7.º | Ilan Van Wilder   | Team DSM              | + 14 s           |
| 8.º | Richie Porte      | Ineos Grenadiers      | + 16 s           |
| 9.º | Patrick Konrad    | Bora-Hansgrohe        | + 32 s           |
| 10.º | Ben O'Connor      | AG2R Citroën Team     | + 34 s           |

### 6.ª etapa
| Loriol-sur-Drôme - Le Sappey-en-Chartreuse | etapa de media montaña | (167,26 km) |

| \| Clasificación de la etapa \| Clasificación de la etapa \| Clasificación de la etapa \| Clasificación de la etapa \| Clasificación de la etapa \| \| Ciclista \| Ciclista \| Equipo \| Tiempo \| \| \| ------------------------- \| ------------------------- \| ------------------------- \| ------------------------- \| ------------------------- \| \| 1.º \| Alejandro Valverde \| Movistar Team \| 3 h 52 min 53 s \| \| \| 2.º \| Tao Geoghegan Hart \| Ineos Grenadiers \| + 0 s \| \| \| 3.º \| Patrick Konrad \| Bora-Hansgrohe \| + 0 s \| \| \| 4.º \| Wilco Kelderman \| Bora-Hansgrohe \| + 0 s \| \| \| 5.º \| Enric Mas \| Movistar Team \| + 0 s \| \| \| 6.º \| Sepp Kuss \| Jumbo-Visma \| + 0 s \| \| \| 7.º \| Alexéi Lutsenko \| Astana-Premier Tech \| + 0 s \| \| \| 8.º \| Jack Haig \| Bahrain Victorious \| + 0 s \| \| \| 9.º \| Ben Hermans \| Israel Start-Up Nation \| + 0 s \| \| \| 10.º \| Steven Kruijswijk \| Jumbo-Visma \| + 0 s \| \| |                    |                        |                 |
| |                    |                        |                 |
| Fuente: ProCyclingStats |                    |                        |                 |
| Clasificación de la etapa |                    |                        |                 |
| Ciclista | Ciclista           | Equipo                 | Tiempo          |
| 1.º | Alejandro Valverde | Movistar Team          | 3 h 52 min 53 s |
| 2.º | Tao Geoghegan Hart | Ineos Grenadiers       | + 0 s           |
| 3.º | Patrick Konrad     | Bora-Hansgrohe         | + 0 s           |
| 4.º | Wilco Kelderman    | Bora-Hansgrohe         | + 0 s           |
| 5.º | Enric Mas          | Movistar Team          | + 0 s           |
| 6.º | Sepp Kuss          | Jumbo-Visma            | + 0 s           |
| 7.º | Alexéi Lutsenko    | Astana-Premier Tech    | + 0 s           |
| 8.º | Jack Haig          | Bahrain Victorious     | + 0 s           |
| 9.º | Ben Hermans        | Israel Start-Up Nation | + 0 s           |
| 10.º | Steven Kruijswijk  | Jumbo-Visma            | + 0 s           |

| \| Clasificación general \| Clasificación general \| Clasificación general \| Clasificación general \| Clasificación general \| \| Ciclista \| Ciclista \| Equipo \| Tiempo \| \| \| --------------------- \| --------------------- \| --------------------- \| --------------------- \| --------------------- \| \| 1.º \| Alexéi Lutsenko \| Astana-Premier Tech \| 20 h 52 min 16 s \| \| \| 2.º \| Ion Izagirre \| Astana-Premier Tech \| + 8 s \| \| \| 3.º \| Wilco Kelderman \| Bora-Hansgrohe \| + 12 s \| \| \| 4.º \| Geraint Thomas \| Ineos Grenadiers \| + 13 s \| \| \| 5.º \| Ilan Van Wilder \| Team DSM \| + 13 s \| \| \| 6.º \| Richie Porte \| Ineos Grenadiers \| + 15 s \| \| \| 7.º \| Patrick Konrad \| Bora-Hansgrohe \| + 27 s \| \| \| 8.º \| Jack Haig \| Bahrain Victorious \| + 34 s \| \| \| 9.º \| Steven Kruijswijk \| Jumbo-Visma \| + 39 s \| \| \| 10.º \| Miguel Ángel López \| Movistar Team \| + 42 s \| \| |                    |                     |                  |
| |                    |                     |                  |
| Fuente: ProCyclingStats |                    |                     |                  |
| Clasificación general |                    |                     |                  |
| Ciclista | Ciclista           | Equipo              | Tiempo           |
| 1.º | Alexéi Lutsenko    | Astana-Premier Tech | 20 h 52 min 16 s |
| 2.º | Ion Izagirre       | Astana-Premier Tech | + 8 s            |
| 3.º | Wilco Kelderman    | Bora-Hansgrohe      | + 12 s           |
| 4.º | Geraint Thomas     | Ineos Grenadiers    | + 13 s           |
| 5.º | Ilan Van Wilder    | Team DSM            | + 13 s           |
| 6.º | Richie Porte       | Ineos Grenadiers    | + 15 s           |
| 7.º | Patrick Konrad     | Bora-Hansgrohe      | + 27 s           |
| 8.º | Jack Haig          | Bahrain Victorious  | + 34 s           |
| 9.º | Steven Kruijswijk  | Jumbo-Visma         | + 39 s           |
| 10.º | Miguel Ángel López | Movistar Team       | + 42 s           |

### 7.ª etapa
| Saint-Martin-le-Vinoux - La Plagne | etapa de montaña | (171,53 km) |

| \| Clasificación de la etapa \| Clasificación de la etapa \| Clasificación de la etapa \| Clasificación de la etapa \| Clasificación de la etapa \| \| Ciclista \| Ciclista \| Equipo \| Tiempo \| \| \| ------------------------- \| ------------------------- \| ------------------------- \| ------------------------- \| ------------------------- \| \| 1.º \| Mark Padun \| Bahrain Victorious \| 4 h 35 min 07 s \| \| \| 2.º \| Richie Porte \| Ineos Grenadiers \| + 34 s \| \| \| 3.º \| Miguel Ángel López \| Movistar Team \| + 43 s \| \| \| 4.º \| Jack Haig \| Bahrain Victorious \| + 43 s \| \| \| 5.º \| Ben O'Connor \| AG2R Citroën Team \| + 47 s \| \| \| 6.º \| Sepp Kuss \| Jumbo-Visma \| + 52 s \| \| \| 7.º \| David Gaudu \| Groupama-FDJ \| + 56 s \| \| \| 8.º \| Enric Mas \| Movistar Team \| + 56 s \| \| \| 9.º \| Geraint Thomas \| Ineos Grenadiers \| + 59 s \| \| \| 10.º \| Alexéi Lutsenko \| Astana-Premier Tech \| + 1 min 00 s \| \| |                    |                     |                 |
| |                    |                     |                 |
| Fuente: ProCyclingStats |                    |                     |                 |
| Clasificación de la etapa |                    |                     |                 |
| Ciclista | Ciclista           | Equipo              | Tiempo          |
| 1.º | Mark Padun         | Bahrain Victorious  | 4 h 35 min 07 s |
| 2.º | Richie Porte       | Ineos Grenadiers    | + 34 s          |
| 3.º | Miguel Ángel López | Movistar Team       | + 43 s          |
| 4.º | Jack Haig          | Bahrain Victorious  | + 43 s          |
| 5.º | Ben O'Connor       | AG2R Citroën Team   | + 47 s          |
| 6.º | Sepp Kuss          | Jumbo-Visma         | + 52 s          |
| 7.º | David Gaudu        | Groupama-FDJ        | + 56 s          |
| 8.º | Enric Mas          | Movistar Team       | + 56 s          |
| 9.º | Geraint Thomas     | Ineos Grenadiers    | + 59 s          |
| 10.º | Alexéi Lutsenko    | Astana-Premier Tech | + 1 min 00 s    |

| \| Clasificación general \| Clasificación general \| Clasificación general \| Clasificación general \| Clasificación general \| \| Ciclista \| Ciclista \| Equipo \| Tiempo \| \| \| --------------------- \| ---------------------- \| --------------------- \| --------------------- \| --------------------- \| \| 1.º \| Richie Porte \| Ineos Grenadiers \| 25 h 28 min 06 s \| \| \| 2.º \| Alexéi Lutsenko \| Astana-Premier Tech \| + 17 s \| \| \| 3.º \| Geraint Thomas \| Ineos Grenadiers \| + 29 s \| \| \| 4.º \| Wilco Kelderman \| Bora-Hansgrohe \| + 33 s \| \| \| 5.º \| Jack Haig \| Bahrain Victorious \| + 34 s \| \| \| 6.º \| Miguel Ángel López \| Movistar Team \| + 38 s \| \| \| 7.º \| Ion Izagirre \| Astana-Premier Tech \| + 38 s \| \| \| 8.º \| Ben O'Connor \| AG2R Citroën Team \| + 1 min 00 s \| \| \| 9.º \| David Gaudu \| Groupama-FDJ \| + 1 min 12 s \| \| \| 10.º \| Aurélien Paret-Peintre \| AG2R Citroën Team \| + 1 min 17 s \| \| |                        |                     |                  |
| |                        |                     |                  |
| Fuente: ProCyclingStats |                        |                     |                  |
| Clasificación general |                        |                     |                  |
| Ciclista | Ciclista               | Equipo              | Tiempo           |
| 1.º | Richie Porte           | Ineos Grenadiers    | 25 h 28 min 06 s |
| 2.º | Alexéi Lutsenko        | Astana-Premier Tech | + 17 s           |
| 3.º | Geraint Thomas         | Ineos Grenadiers    | + 29 s           |
| 4.º | Wilco Kelderman        | Bora-Hansgrohe      | + 33 s           |
| 5.º | Jack Haig              | Bahrain Victorious  | + 34 s           |
| 6.º | Miguel Ángel López     | Movistar Team       | + 38 s           |
| 7.º | Ion Izagirre           | Astana-Premier Tech | + 38 s           |
| 8.º | Ben O'Connor           | AG2R Citroën Team   | + 1 min 00 s     |
| 9.º | David Gaudu            | Groupama-FDJ        | + 1 min 12 s     |
| 10.º | Aurélien Paret-Peintre | AG2R Citroën Team   | + 1 min 17 s     |

### 8.ª etapa
| La Léchère - Les Gets | etapa de montaña | (147 km) |

| \| Clasificación de la etapa \| Clasificación de la etapa \| Clasificación de la etapa \| Clasificación de la etapa \| Clasificación de la etapa \| \| Ciclista \| Ciclista \| Equipo \| Tiempo \| \| \| ------------------------- \| ------------------------- \| ------------------------- \| ------------------------- \| ------------------------- \| \| 1.º \| Mark Padun \| Bahrain Victorious \| 4 h 06 min 49 s \| \| \| 2.º \| Jonas Vingegaard \| Jumbo-Visma \| + 1 min 36 s \| \| \| 3.º \| Patrick Konrad \| Bora-Hansgrohe \| + 1 min 36 s \| \| \| 4.º \| Ben O'Connor \| AG2R Citroën Team \| + 1 min 57 s \| \| \| 5.º \| David Gaudu \| Groupama-FDJ \| + 2 min 10 s \| \| \| 6.º \| Geraint Thomas \| Ineos Grenadiers \| + 2 min 10 s \| \| \| 7.º \| Alexéi Lutsenko \| Astana-Premier Tech \| + 2 min 10 s \| \| \| 8.º \| Richie Porte \| Ineos Grenadiers \| + 2 min 10 s \| \| \| 9.º \| Jack Haig \| Bahrain Victorious \| + 2 min 10 s \| \| \| 10.º \| Guillaume Martin \| Cofidis \| + 2 min 10 s \| \| |                  |                     |                 |
| |                  |                     |                 |
| Fuente: ProCyclingStats |                  |                     |                 |
| Clasificación de la etapa |                  |                     |                 |
| Ciclista | Ciclista         | Equipo              | Tiempo          |
| 1.º | Mark Padun       | Bahrain Victorious  | 4 h 06 min 49 s |
| 2.º | Jonas Vingegaard | Jumbo-Visma         | + 1 min 36 s    |
| 3.º | Patrick Konrad   | Bora-Hansgrohe      | + 1 min 36 s    |
| 4.º | Ben O'Connor     | AG2R Citroën Team   | + 1 min 57 s    |
| 5.º | David Gaudu      | Groupama-FDJ        | + 2 min 10 s    |
| 6.º | Geraint Thomas   | Ineos Grenadiers    | + 2 min 10 s    |
| 7.º | Alexéi Lutsenko  | Astana-Premier Tech | + 2 min 10 s    |
| 8.º | Richie Porte     | Ineos Grenadiers    | + 2 min 10 s    |
| 9.º | Jack Haig        | Bahrain Victorious  | + 2 min 10 s    |
| 10.º | Guillaume Martin | Cofidis             | + 2 min 10 s    |

## Clasificaciones finales
- Las clasificaciones finalizaron de la siguiente forma:[4]

### Clasificación general
| \| Clasificación general \| Clasificación general \| Clasificación general \| Clasificación general \| Clasificación general \| \| Ciclista \| Ciclista \| Equipo \| Tiempo \| \| \| --------------------- \| --------------------- \| --------------------- \| --------------------- \| --------------------- \| \| 1.º \| Richie Porte \| Ineos Grenadiers \| 29 h 37 min 05 s \| \| \| 2.º \| Alexéi Lutsenko \| Astana-Premier Tech \| + 17 s \| \| \| 3.º \| Geraint Thomas \| Ineos Grenadiers \| + 29 s \| \| \| 4.º \| Wilco Kelderman \| Bora-Hansgrohe \| + 33 s \| \| \| 5.º \| Jack Haig \| Bahrain Victorious \| + 34 s \| \| \| 6.º \| Miguel Ángel López \| Movistar Team \| + 38 s \| \| \| 7.º \| Ion Izagirre \| Astana-Premier Tech \| + 38 s \| \| \| 8.º \| Ben O'Connor \| AG2R Citroën Team \| + 47 s \| \| \| 9.º \| David Gaudu \| Groupama-FDJ \| + 1 min 12 s \| \| \| 10.º \| Tao Geoghegan Hart \| Ineos Grenadiers \| + 1 min 57 s \| \| |                    |                     |                  |
| |                    |                     |                  |
| Fuente: ProCyclingStats |                    |                     |                  |
| Clasificación general |                    |                     |                  |
| Ciclista | Ciclista           | Equipo              | Tiempo           |
| 1.º | Richie Porte       | Ineos Grenadiers    | 29 h 37 min 05 s |
| 2.º | Alexéi Lutsenko    | Astana-Premier Tech | + 17 s           |
| 3.º | Geraint Thomas     | Ineos Grenadiers    | + 29 s           |
| 4.º | Wilco Kelderman    | Bora-Hansgrohe      | + 33 s           |
| 5.º | Jack Haig          | Bahrain Victorious  | + 34 s           |
| 6.º | Miguel Ángel López | Movistar Team       | + 38 s           |
| 7.º | Ion Izagirre       | Astana-Premier Tech | + 38 s           |
| 8.º | Ben O'Connor       | AG2R Citroën Team   | + 47 s           |
| 9.º | David Gaudu        | Groupama-FDJ        | + 1 min 12 s     |
| 10.º | Tao Geoghegan Hart | Ineos Grenadiers    | + 1 min 57 s     |

### Clasificación de la montaña
| Clasificación de la montaña | Clasificación de la montaña | Clasificación de la montaña | Clasificación de la montaña | Clasificación de la montaña |
| Ciclista                    | Ciclista                    | Equipo                      | Puntos                      |                             |
| --------------------------- | --------------------------- | --------------------------- | --------------------------- | --------------------------- |
| 1.º                         | Mark Padun                  | Bahrain Victorious          | 50 pts                      |                             |
| 2.º                         | Lawson Craddock             | EF Education-Nippo          | 33 pts                      |                             |
| 3.º                         | Michael Valgren             | EF Education-Nippo          | 26 pts                      |                             |
| 4.º                         | Matthew Holmes              | Lotto-Soudal                | 21 pts                      |                             |
| 5.º                         | Jack Haig                   | Bahrain Victorious          | 16 pts                      |                             |
| 6.º                         | Richie Porte                | Ineos Grenadiers            | 15 pts                      |                             |
| 7.º                         | Nils Politt                 | Bora-Hansgrohe              | 13 pts                      |                             |
| 8.º                         | Lukas Pöstlberger           | Bora-Hansgrohe              | 12 pts                      |                             |
| 9.º                         | Kenny Elissonde             | Trek-Segafredo              | 12 pts                      |                             |
| 10.º                        | Martijn Tusveld             | Team DSM                    | 12 pts                      |                             |

### Clasificación de los puntos
| Clasificación por puntos | Clasificación por puntos | Clasificación por puntos | Clasificación por puntos | Clasificación por puntos |
| Ciclista                 | Ciclista                 | Equipo                   | Puntos                   |                          |
| ------------------------ | ------------------------ | ------------------------ | ------------------------ | ------------------------ |
| 1.º                      | Sonny Colbrelli          | Bahrain Victorious       | 91 pts                   |                          |
| 2.º                      | Kasper Asgreen           | Deceuninck-Quick Step    | 58 pts                   |                          |
| 3.º                      | Alex Aranburu            | Astana-Premier Tech      | 58 pts                   |                          |
| 4.º                      | Patrick Konrad           | Bora-Hansgrohe           | 56 pts                   |                          |
| 5.º                      | Alejandro Valverde       | Movistar Team            | 51 pts                   |                          |
| 6.º                      | Lukas Pöstlberger        | Bora-Hansgrohe           | 37 pts                   |                          |
| 7.º                      | Jasper Stuyven           | Trek-Segafredo           | 36 pts                   |                          |
| 8.º                      | Mark Padun               | Bahrain Victorious       | 34 pts                   |                          |
| 9.º                      | Geraint Thomas           | Ineos Grenadiers         | 33 pts                   |                          |
| 10.º                     | Wilco Kelderman          | Bora-Hansgrohe           | 32 pts                   |                          |

### Clasificación de los jóvenes
| Clasificación del mejor joven | Clasificación del mejor joven | Clasificación del mejor joven | Clasificación del mejor joven | Clasificación del mejor joven |
| Ciclista                      | Ciclista                      | Equipo                        | Tiempo                        |                               |
| ----------------------------- | ----------------------------- | ----------------------------- | ----------------------------- | ----------------------------- |
| 1.º                           | David Gaudu                   | Groupama-FDJ                  | 29 h 38 min 17 s              |                               |
| 2.º                           | Aurélien Paret-Peintre        | AG2R Citroën Team             | + 1 min 59 s                  |                               |
| 3.º                           | Mattias Skjelmose             | Trek-Segafredo                | + 5 min 44 s                  |                               |
| 4.º                           | Felix Gall                    | Team DSM                      | + 7 min 43 s                  |                               |
| 5.º                           | Jaakko Hänninen               | AG2R Citroën Team             | + 25 min 15 s                 |                               |
| 6.º                           | Carlos Rodríguez              | Ineos Grenadiers              | + 26 min 04 s                 |                               |
| 7.º                           | Valentin Madouas              | Groupama-FDJ                  | + 26 min 49 s                 |                               |
| 8.º                           | Mark Padun                    | Bahrain Victorious            | + 27 min 29 s                 |                               |
| 9.º                           | Sylvain Moniquet              | Lotto-Soudal                  | + 28 min 07 s                 |                               |
| 10.º                          | Brandon McNulty               | UAE Team Emirates             | + 32 min 23 s                 |                               |

### Clasificación por equipos
| Clasificación por equipos | Clasificación por equipos | Clasificación por equipos | Clasificación por equipos |
| Equipo                    | Equipo                    | Tiempo                    |                           |
| ------------------------- | ------------------------- | ------------------------- | ------------------------- |
| 1.º                       | Ineos Grenadiers          | 88 h 53 min 28 s          |                           |
| 2.º                       | Movistar Team             | + 4 min 09 s              |                           |
| 3.º                       | Bahrain Victorious        | + 14 min 04 s             |                           |
| 4.º                       | AG2R Citroën Team         | + 21 min 32 s             |                           |
| 5.º                       | Jumbo-Visma               | + 27 min 20 s             |                           |
| 6.º                       | Astana-Premier Tech       | + 29 min 30 s             |                           |
| 7.º                       | Bora-Hansgrohe            | + 43 min 13 s             |                           |
| 8.º                       | Groupama-FDJ              | + 46 min 18 s             |                           |
| 9.º                       | Team DSM                  | + 51 min 39 s             |                           |
| 10.º                      | Trek-Segafredo            | + 53 min 46 s             |                           |

## Evolución de las clasificaciones
| Etapa                   |                         | Ganador _          | Clasificación general | Puntos          | Montaña         | Jóvenes         | Equipo           |
| ----------------------- | ----------------------- | ------------------ | --------------------- | --------------- | --------------- | --------------- | ---------------- |
| 1.ª etapa               | etapa escarpada         | Brent Van Moer     | Brent Van Moer        | Brent Van Moer  | Brent Van Moer  | Brent Van Moer  | Lotto Soudal     |
| 2.ª etapa               | etapa escarpada         | Lukas Pöstlberger  | Lukas Pöstlberger     | Sonny Colbrelli | Matthew Holmes  | Ilan Van Wilder | Bora-Hansgrohe   |
| 3.ª etapa               | etapa escarpada         | Sonny Colbrelli    | Lukas Pöstlberger     | Sonny Colbrelli | Matthew Holmes  | Ilan Van Wilder | Bora-Hansgrohe   |
| 4.ª etapa               | contrarreloj individual | Alexéi Lutsenko    | Lukas Pöstlberger     | Sonny Colbrelli | Matthew Holmes  | Ilan Van Wilder | Bora-Hansgrohe   |
| 5.ª etapa               | etapa escarpada         | Geraint Thomas     | Lukas Pöstlberger     | Sonny Colbrelli | Matthew Holmes  | Ilan Van Wilder | Bora-Hansgrohe   |
| 6.ª etapa               | etapa de media montaña  | Alejandro Valverde | Alexéi Lutsenko       | Sonny Colbrelli | Matthew Holmes  | Ilan Van Wilder | Ineos Grenadiers |
| 7.ª etapa               | etapa de montaña        | Mark Padun         | Richie Porte          | Sonny Colbrelli | Lawson Craddock | David Gaudu     | Ineos Grenadiers |
| 8.ª etapa               | etapa de montaña        | Mark Padun         | Richie Porte          | Sonny Colbrelli | Mark Padun      | David Gaudu     | Ineos Grenadiers |
| Clasificaciones finales | Clasificaciones finales |                    | Richie Porte          | Sonny Colbrelli | Mark Padun      | David Gaudu     | Ineos Grenadiers |

## Ciclistas participantes y posiciones finales
Convenciones:
- AB-N: Abandono en la etapa N
- FLT-N: Retiro por arribo fuera del límite de tiempo en la etapa N
- NTS-N: No tomó la salida para la etapa N
- DES-N: Descalificado o expulsado en la etapa N

## UCI World Ranking
El Critérium del Dauphiné otorgó puntos para el UCI World Ranking para corredores de los equipos en las categorías UCI WorldTeam, UCI ProTeam y Continental. Las siguientes tablas son el baremo de puntuación y los 10 corredores que obtuvieron más puntos:
| Posición              | 1.º | 2.º | 3.º | 4.º | 5.º | 6.º | 7.º | 8.º | 9.º | 10.º | 11.º | 12.º | 13.º | 14.º | 15.º | 16.º-20.º | 21.º-30.º | 31.º-50.º | 51.º-55.º | 56.º-60.º |
| Clasificación general | 500 | 400 | 325 | 275 | 225 | 175 | 150 | 125 | 100 | 85   | 70   | 60   | 50   | 40   | 35   | 30        | 20        | 10        | 5         | 3         |
| Por etapa             | 60  | 25  | 10  |     |     |     |     |     |     |      |      |      |      |      |      |           |           |           |           |           |
| Líder                 | 10  |     |     |     |     |     |     |     |     |      |      |      |      |      |      |           |           |           |           |           |

| Clasificación |                    |                     |         |       |       |       |
| Posición      | Ciclista           | Equipo              | General | Etapa | Líder | Total |
| ------------- | ------------------ | ------------------- | ------- | ----- | ----- | ----- |
| 1.º           | Richie Porte       | INEOS Grenadiers    | 500     | 25    | 10    | 535   |
| 2.º           | Alexey Lutsenko    | Astana-Premier Tech | 400     | 60    | 10    | 470   |
| 3.º           | Geraint Thomas     | INEOS Grenadiers    | 325     | 60    | -     | 385   |
| 4.º           | Wilco Kelderman    | Bora-Hansgrohe      | 275     | -     | -     | 275   |
| 5.º           | Jack Haig          | Bahrain Victorious  | 225     | -     | -     | 225   |
| 6.º           | Miguel Ángel López | Movistar            | 175     | 10    | -     | 185   |
| 7.º           | Ion Izagirre       | Astana-Premier Tech | 150     | 25    | -     | 175   |
| 8.º           | Sonny Colbrelli    | Bahrain Victorious  | -       | 135   | -     | 135   |
| 9.º           | Mark Padun         | Bahrain Victorious  | 10      | 120   | -     | 130   |
| 10.º          | Ben O'Connor       | AG2R Citroën        | 125     | -     | -     | 125   |